# Elektrofilní halogenace
Elektrofilní halogenace je jedním z druhů elektrofilní aromatické substituce a také halogenace. Tato reakce je typická pro aromatické sloučeniny a je velmi užitečným způsobem zavedení substituentů do aromatických systémů.
U některých aromatických sloučenin, například fenolu, tato reakce probíhá bez katalyzátoru, ale u většiny derivátů benzenu s méně reaktivními substráty je potřeba použít Lewisovu kyselinu jako katalyzátor. Nejčastěji se takto používají AlCl3, FeCl3, FeBr3 a ZnCl2. Během katalyzované reakce vzniká značně elektrofilní komplex, jenž je atakován benzenovým jádrem.

## Mechanismus
Mechanismus chlorace a bromace benzenu je stejný:
Mechanismus jodace je mírně odlišný: jod reaguje s oxidačním činidlem, například s kyselinou dusičnou, za vzniku elektrofilního jodu (2 I+). Jod zde nepůsobí jako zásada, jelikož má kladný náboj. V jedné studii byla jako jodační činidlo použita směs jodu a kyseliny jodičné
V dalších studiiích byla použita směs jodu a jodičnanu draselného v koncentrované kyselině sírové. Jako jodační činidlo zde působí trijodidový kation I3+ a jako zásada hydrogensíranový anion HSO4−. Zkoumaly se zde jak kinetika, tak i podmínky jodace silně deaktivovaných sloučenin jako jsou kyselina benzoová a 3-nitrobenzotrifluorid.
První fáze halogenace aromatických sloučenin je jiná než u halogenace alkenů, protože u alkenů není ke zvýšení elektrofilnosti halogenu potřeba katalyzátor. Tvorba areniového iontu vede k dočasné ztrátě aromaticity. Jelikož má vznik areniového iontu vyšší aktivační energii ve srovnání s tvorbou haloniového iontu u alkenů, tak jsou areny méně reaktivní než alkeny a vyžadují oslabení vazeb mezi halogeny.

## Přehled
Pokud je na benzenové jádro navázán silně aktivující substituent jako například –OH, –OR nebo aminová skupina, tak není potřeba katalyzátor; příkladem může být bromace p-kresolu:
Je-li ovšem použit katalyzátor při přebytku bromu, dojde k tvorbě tribromidu.
Halogenace fenolů probíhá díky disociaci fenolu rychleji v polárních rozpouštědlech, protože fenoxidové ionty jsou díky vyšší elektronové hustotě náchylnější k elektrofilnímu ataku.
Chlorace toluenu bez použití katalyzátoru vyžaduje polární rozpouštědlo, například kyselinu octovou. Orto-para selektivita je nízká:
Reakce neprobíhá, pokud se jako rozpouštědlo použije tetrachlormethan. Pokud je reaktantem fenylethylamin, je možné použít poměrně nepolární rozpouštědla a dosáhnout výhradně orto regioselektivity, jelikož je následující reakční krok vnitromolekulární díky tvorbě meziproduktu z chloraminu.
Potravinářské barvivo erythrosin lze připravit jodací jiného barviva fluoresceinu:
Reakce probíhá za přítomnosti hydrogenuhličitanu sodného.